# Harsin (Iran)
Pour les articles homonymes, voir Harsin.
Harsin est le chef-lieu du département (shahrestan) de même nom au sud-est de la province de Kermanshah, situé dans une plaine à plus de 1 500 m d'altitude.

## Géographie
La plaine de Harsin est située entre Behistun et Nurabad dans la province du Lorestan elle s'étend sur environ 155 km2.
Le département produit des kilims (en persan : گليم, gelīm) et une sorte d'espadrilles appelées giweh (en persan : گيوه).

## Démographie
| 1986   | 1991   | 1996   | 2006   | 2009   |
| ------ | ------ | ------ | ------ | ------ |
| 42 535 | 52 544 | 55 079 | 51 562 | 50 796 |

Le district de Harsin avait une population de 96 019 habitants dont 55 079 dans l'agglomération et 40 940 dans les villages en 1996.

## Sites
Le département contient le site rupestre d'Esḥāqvand (Sakavand).